# Рахмал
Рахма́л (рос. Рахмал) — присілок в Балезінському районі Удмуртії, Росія.

## Населення
Населення — 1 особа (2010; 8 в 2002).
Національний склад станом на 2002 рік:
- росіяни — 100 %